# Жак де Мовіз'єр
Жак де Мовіз'єр (фр. Jacques de La Mauvissière; 1620 — 15 липня 1658) — військовий та державний діяч Французького королівства, маршал, граф де Кастельно.

## Життєпис
Походив з роду Кастельно-Бошетель. Син Жака де Ла Мовіз'єр, графа де Кастельно, та Шарлотти Руксель де Медарі. Народився 1620 року. Після смерті двох старших братів успадкував сеньйорію Бройльаменон.
З 1634 року розпочав військову кар'єру в якості добровольця в армії Республіки Сполучених провінцій. 1636 року очолив полк, з яким брав участь в облозі Корбі та Ла Капелле. Під час боїв під останнім потрапив у полон. Утримувався в Камбре, проте втік. 1638 року під час облоги Кателе (Пікардія) отримав два поранення. 1639 року отримав нове поранення під час облоги Едена. Відзначився під час облог Аррасу і Ера.
Брав участь у кампаніях під орудою маршала Шарля де Ла Порта. 1642 року оженився на представниці роду л'Еспіне. 1644 року підпорядкувався Людовику де Конде. Звитяжив у битві при Фрібурзі, отримавши 5 поранень. 1645 року за хоробрість у битві біля Нордлінгена отримав звання табірного маршала (на кшталт генерал-майора). 1646 року керував облогою фортецб Мардік й Дюнкерк. 1648 року призначено на посаду губернатора Бретані.
У 1649 році з початком Фронди зберіг вірність королівському двору та кардиналу Мазаріні. 1651 року стає генерал-лейтенантом. 1652 року отримав титул маркіза Бройгельаменона. 1656 року стає генерал-капітаном. 1658 року у битві при Дюнах проти іспанців керував лівим флангом. Звитяжно діяв, але отримав смертельне поранення. 20 червня за героїзм отримав чин маршала Франції, проте вже 15 липня того ж року помер.

## Родина
Дружина — Марія Жирар де л'Еспіне
Діти:
- Марія Магдалина (померла у віці 12 років)
- Мішель
- Марія Шарлотта, дружина Антуана-Шарля де Грамона, генерала та дипломата